# سیارک ۱۸۴۶۱
سیارک ۱۸۴۶۱ (به انگلیسی: 18461 Seiichikanno، نامگذاری:1995QQ)۱۸۴۶۱مین سیارک کشف شده‌است که در ۱۷ اوت ۱۹۹۵ کشف شد.